# Günter Voglmayr
Günter Voglmayr (* 21. Februar 1968 in Ried im Innkreis; † 11. Jänner 2012) war ein österreichischer Flötist.

## Leben
Günter Voglmayr bekam seinen ersten Flötenunterricht im Alter von 8 Jahren, ab 1978 bei Helmut Trawöger an der Landesmusikschule Grieskirchen und 4 Jahre später studierte er bei Wolfgang Schulz an der Musikhochschule Wien.
Voglmayr war Preisträger beim Bundeswettbewerb Jugend musiziert Österreich und Teilnehmer beim Eurovision Young Musicians 1986 in Kopenhagen.
1987 war er erster Flötist des Gustav Mahler Jugendorchesters unter Claudio Abbado und Franz Welser-Möst sowie beim Bühnenorchester der Österreichischen Bundestheater. 1993 trat Voglmayr die Stelle als Flötist im Orchester der Wiener Staatsoper an, 1996 wurde er Mitglied im Verein der Wiener Philharmoniker als Nachfolger von Herbert Reznicek.
Als Kammermusiker wirkte Voglmayr in verschiedenen Ensembles, wie dem Wiener Kammerorchester und Zürcher Kammerorchester, der Wiener Kammerphilharmonie und der Stockholm Sinfonietta, mit.
Er war Gründer und bis 2004 Leiter des Klangburg Festivals Rappottenstein.

## Diskographie
- 2010: Dedicated to Piccolo. Günter Voglmayr (Piccolo), Stefan Mendl (Klavier), Camerata Records.[2]
- 2012: Neue Musik für Flöte und Blasorchester. Günter Voglmayr (Flöte), SBO Ried – Sinfonietta, Karl Geroldinger (Dirigent), ORF Ö1 CD.[3]